# Intel GMA
Intel Graphics Media Accelerator (kurz GMA, zu Deutsch „Beschleuniger für grafische Medien“) bezeichnet eine Reihe von integrierten Grafikprozessoren (IGP) von Intel, die neben den obligatorischen 2D-Grafikfunktionen auch mit 3D-Beschleunigung und, je nach Modell, weiteren Multimediafähigkeiten aufwarten. Die GMA-Prozessoren sind fester Bestandteil der Northbridges verschiedener Mainboard-Chipsätze und daher stets als Teil eines solchen Chipsatzes zu verstehen; es gibt keine separaten Grafikkarten, die diese Grafikprozessoren einsetzen.

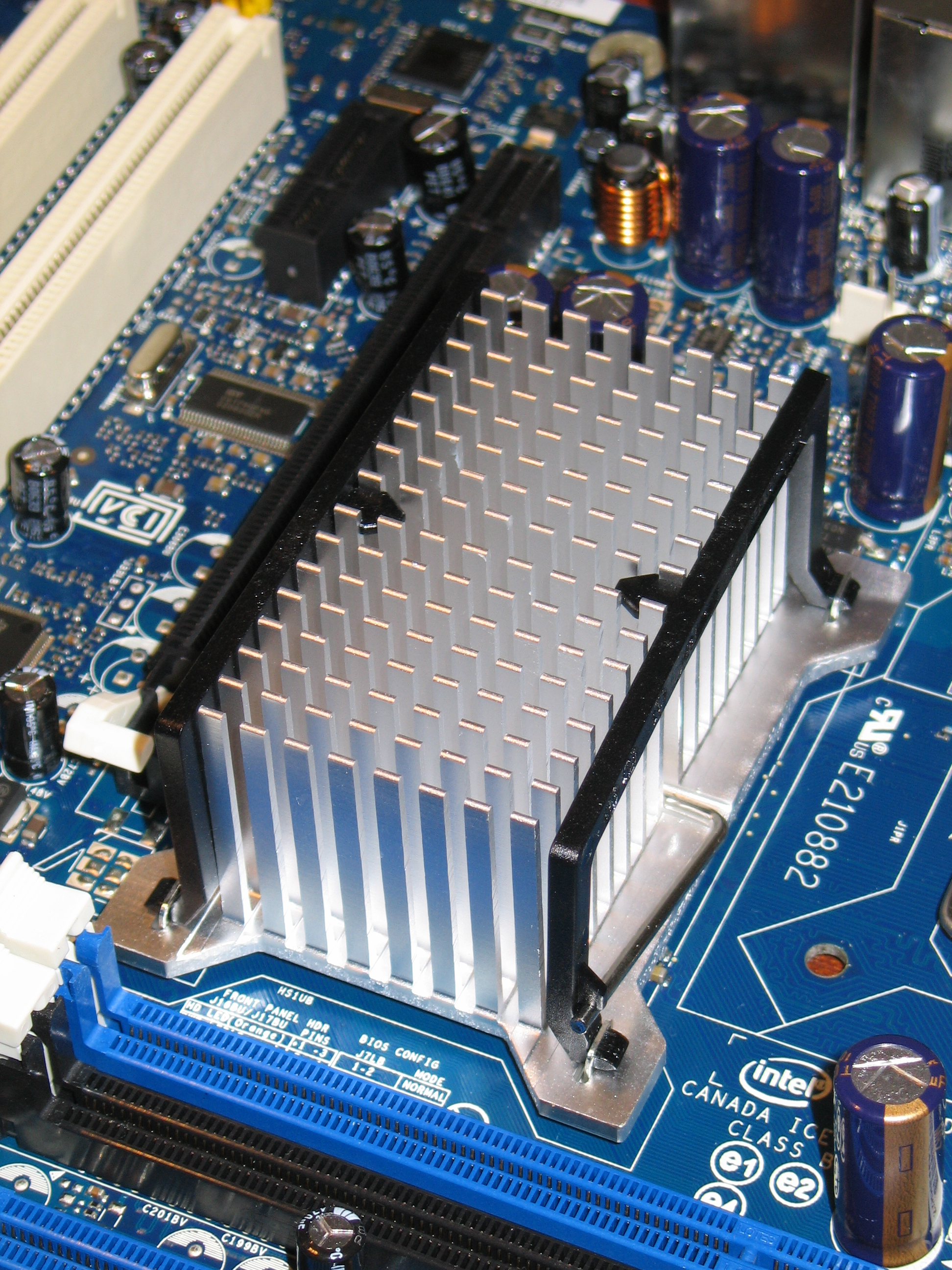
GMA X3000 auf einem Motherboard

## Modelle

### GMA 500
Im November 2008 brachte Intel den GMA 500 auf den Markt. Der Grafikkern basiert auf der lizenzierten PowerVR-SGX-Technik. Unterstützt werden OpenGL 2.0 und DirectX 10.1. Der Chip besitzt einen Kerntakt von 200 MHz und arbeitet mit höchstens 128 MB geteiltem Speicher (Shared Memory). Zurzeit gibt es keinen offiziellen Treiber für Linux. Der offizielle Windowstreiber für die Intel GMA 500 verhindert das Benutzen von OpenGL 2.0, es gibt aber inoffizielle Treiber, die diese Blockade entfernen sollen. Um die Grafikkarte unter Linux zu betreiben, können die poulsbo-Treiber installiert werden.

### GMA 900
Im Jahr 2004 brachte Intel die erste Version des GMA auf den Markt, den GMA 900. Er unterstützt DirectX 9.0 mit Shader Model 2.0 und OpenGL 1.4, wobei die Vertex Shader per Software (also auf der CPU) berechnet werden. Außerdem bietet er bei der Wiedergabe von Videodateien MPEG-2-Dekodierbeschleunigung und Motion Compensation.
Der Chiptakt unterscheidet sich je nach Chipsatz, in dem der Grafikkern verwendet wird: Während der i910GML meist moderate Frequenzen von rund 160 MHz benutzt, wird der IGP des i910GL mit 333 MHz getaktet.

### GMA 950
Der 2005 erschienene GMA 950 ist eine leicht verbesserte und auf 400 MHz (Ausnahmen sind der 945GM mit 250 MHz sowie der 940GML mit 166 MHz) beschleunigte Version des GMA 900. Allerdings ist der 945GM in der Revision A3 auch auf 400 MHz getaktet. Die Ausstattung entspricht weitestgehend dem Vorgänger, jedoch unterstützt der Treiber des GMA 950 nun Vertex Shader 3.0. Außerdem können nun zwei HD-Videoströme gleichzeitig dekodiert werden.
Es ist wahrscheinlich, dass auch der Intel-Chipsatz 945GT den GMA 950 enthält, Intel zeichnet die dort integrierte Grafiklösung aber als „Gen 3.5 Integrated Graphics“ aus.

### GMA 3000
Mitte 2006 brachte Intel eine Reihe Chipsätze auf den Markt, die den Grafikkern GMA 3000 verwenden. Dieser ist mit 667 MHz deutlich höher getaktet als sein Vorgänger GMA 950, basiert aber auf derselben Architektur und unterstützt weiterhin nur Pixel Shader 2.0.

### GMA 3100
Mit der Vorstellung der G3x-/Q3x-Chipsatzreihe veröffentlichte Intel den GMA 3100, der trotz seines Namens eher als Abkömmling des GMA 950 zu betrachten ist. So bietet er lediglich Unterstützung für das Pixel Shader 2.0 und wartet mit höchstens 400 MHz Taktfrequenz auf. Er kann aber auf eine größere Speicherbandbreite zurückgreifen, wenn er mit Chipsätzen mit leistungsfähigerem Speichercontroller eingesetzt wird.

### GMA 4500MHD
Die Intel-GMA-4500MHD-Grafikkarte unterstützt DirectX 10 und kann bis zu 384 MB des Hauptspeichers (als geteilter Speicher oder als sogenannten Shared Memory) nutzen. Der Chipsatz hat einen integrierten HD-Videodecoder für die Formate AVC, VC-2 und MPEG-2, daher der Namenszusatz „HD“.

### GMA X3000
Ebenfalls Mitte 2006 veröffentlichte Intel den Chipsatz G965, der eine wesentliche Weiterentwicklung der bisherigen GMAs, den GMA X3000, enthält. Die interne Architektur wurde den Neuerungen von DirectX 10 angepasst, so enthält der Prozessor statt klassischer Grafikpipelines nun Unified-Shader-Prozessoren, die aber trotzdem nur das Shader Model 3.0 unterstützen. Die Vertex-Shader-Berechnungen können mit den aktuellen Treibern nun in Hardware berechnet werden. Weiterhin unterstützt der Grafikkern nun HDR-Rendering und kann mit verbessertem Deinterlacing, WMV9-Dekodierung und einem HDMI-Anschluss aufwarten. Der Takt beträgt wie beim GMA 3000 667 MHz.

### GMA X3100
Am 9. Mai 2007 stellte Intel mit der vierten Generation der Centrino-Plattform auch den GMA X3100 vor. Der Kern bietet im Gegensatz zum X3000 nun volle Unterstützung für das Shader Model 4.0, womit er als DirectX-10-fähig eingestuft werden kann. Allerdings wird DirectX 10 bis jetzt nur durch die von Intel bereitgestellten Beta-Treiber ermöglicht.

### GMA X3500
Der G35-Chipsatz enthält den X3500-Grafikkern, der sich von seinem Vorgänger X3100 lediglich in Details unterscheidet. So unterstützt er eine verbesserte MPEG-2-Videobeschleunigung und wartet mit einem höheren Takt auf.

### GMA X4500
Intel hat im 2008 vorgestellten G45-Chipsatz den X4500-Grafikkern mit Hardware-Decoder für H.264/AVC, DirectX-10- und Shader-4.0-Unterstützung ausgestattet. Außerdem soll diese Grafikeinheit bis zu dreimal schneller sein als ihre Vorgänger.

### GMA HD
Mit Erscheinen der Core-i-Serie wurde der Grafikkern in das Chipgehäuse der CPU integriert. Das heißt, dass im CPU-Chipgehäuse noch eine weitere, Extra-Die enthalten ist. Auf diesem Die sind auch die früheren Northbridge-Funktionen untergebracht. Die Grafikeinheit kann allerdings nur mit bestimmten Mainboard-Chipsätzen genutzt werden (H55, H57, H61, H67, B65, Q57, Q67, Z68).
Ab der CPU-Generation Sandy Bridge sind CPU, GPU und Northbridge-Funktionen auf einem Die zusammengefasst und werden unter HD Graphics und je nach Ausbaustufe unter verschiedenen Modellnummern vermarktet.

## Technische Daten
| Grafikkern | Chipsatz-Integration                             | Pipelines bzw. Shaderprozessoren | DirectX | OpenGL | Pixelshader | Vertexshader | Taktrate (MHz) | max. Speicher (MB) |
| ---------- | ------------------------------------------------ | -------------------------------- | ------- | ------ | ----------- | ------------ | -------------- | ------------------ |
| GMA 900    | 910GL, 915G, 915GL, 915GM, 915GMS, 915GV         | 4×1                              | 9.0     | 1.4    | 2.0         | 2.0          | 200–333        | 224                |
| GMA 950    | 945G, 945GC, 945GM, 945GMS, 945GSE, 945GT, 945GZ | 4×1                              | 9.0     | 1.4    | 2.0         | 3.0          | 133–400        | 192/256            |
| GMA 3000   | 946GZ, Q963, Q965                                | 4×1                              | 9.0c    | 1.4    | 2.0         | 3.0          | 400–667        | 256                |
| GMA 3100   | G31, G33, Q33, Q35                               | 4×1                              | 9.0     | 1.4    | 2.0         | 3.0          | 400            | 256                |
| GMA X3000  | G965                                             | 8                                | 9.0c    | 2.0    | 3.0         | 3.0          | 667            | 384                |
| GMA X3100  | GL960, GM965                                     | 8                                | 10      | 2.1    | 4.0         | 4.0          | 500            | 384                |
| GMA X3500  | G35                                              | 8                                | 10      | 2.1    | 4.0         | 4.0          | 667            | 384                |
| GMA X4500  | GL40, G41, G43, G45, GS45, GM45, GM47, Q45       | 10                               | 10      | 2.1    | 4.0         | 4.0          | 320–800        | 1700               |
| GMA HD     | CPUs auf Westmere-Basis (im CPU-Chipgehäuse)     | 12                               | 10      | 3.0    | 4.0         | 4.0          | 350–900        | 1700               |

## Nachfolger
Der Nachfolger der Intel-GMA-Serie ist die Intel-HD-Graphics-Serie.

## Kritik
Die Intel-GMA-Grafikeinheiten waren bisher oftmals langsamer als vergleichbare Produkte von AMD und Nvidia. Ebenfalls verfügt die GMA-Serie bis einschließlich des X3500 im Gegensatz zu vergleichbaren Konkurrenzprodukten nicht über eine funktionierende Beschleunigung für Blu-ray-Filme, wodurch die CPU die Dekodierung selbst erledigen muss, was bei schwächeren CPUs zu ruckelnder Wiedergabe führt. Außerdem steht die Video-Beschleunigung unter Linux derzeit nicht vollständig zur Verfügung.

## Belege
1. ↑  wiki.ubuntu.com
2. ↑  Laptop Chipsets Comparison Chart (Memento des Originals vom 29. September 2008 im Internet Archive)  Info: Der Archivlink wurde automatisch eingesetzt und noch nicht geprüft. Bitte prüfe Original- und Archivlink gemäß Anleitung und entferne dann diesen Hinweis. bei Intel
3. ↑  Whitepaper zum GMA 3000 und X3000 (PDF; 194 kB)
4. ↑  Intel Graphics Media Accelerator (GMA) 4500MHD – Notebookcheck am 16. Januar 2013
5. ↑  Intel GMA X4500HD
6. ↑  Intel: Dokument bezüglich OpenGL Kompatibilität der HD Serie
7. ↑  ComputerBase: Vorschau: ATis Radeon XPress 200-Serie. S. 8. 3D-Leistungsvergleich zwischen GMA 900 und Radeon XPress 200, vom 8. November 2004.
8. ↑  AnandTech: µATX Part 2: Intel G33 Performance Review. S. 18. 3D-Leistungsvergleich zwischen GMA 3100 und Radeon X1250, vom 27. September 2007 (englisch)
9. ↑  AnandTech: The IGP Chronicles Part 2: AMD 780G vs. Intel G45 vs. NVIDIA GeForce 8200. S. 4. 3D-Leistungsvergleich zwischen GMA X3500, GMA X4500, Radeon HD 3200 und GeForce 8200, vom 14. Oktober 2008 (englisch)
10. ↑  AnandTech: The IGP Chronicles Part 2: AMD 780G vs. Intel G45 vs. NVIDIA GeForce 8200. S. 7. Vergleich der Blu-ray-Abspielbeschleunigung zwischen GMA X3500, GMA X4500, Radeon HD 3200 und GeForce 8200, vom 14. Oktober 2008 (englisch)
11. ↑  Phoronix: Review Intel GMA X4500HD (G45)